# روز معماری (ایران)
روز معمار در ایران ۳ اردیبهشت (۲۳ آوریل) هر سال، مصادف با سالروز تولد شیخ بهایی است. این روز را نباید با روز جهانی معماری (نخستین دوشنبه ماه اکتبر در هر سال) اشتباه گرفت.

## تاریخچه
اولین بار این روز در روزنامه همشهری در سال ۱۳۸۳ مطرح شد و قرار شد که در صورت موافقت ریاست جمهوری وقت به تقویم رسمی کشور اضافه شود؛ این اتفاق هرگز نیفتاد و این روز رسمیت نیافت. سال ۱۳۸۳ انجمن مفاخر معماری ایران مراسمی را در روز ۳ اردیبهشت مصادف با سالروز تولد شیخ بهایی برپا کرد و پیشنهاد کرد تا این روز به نام روز معماری شناخته‌شود. این مراسم در سال ۱۳۸۴ تکرار شد. سال ۱۳۸۵ هم‌زمان با درگذشت سید هادی میرمیران در روز ۲۹ فروردین -که خود از پیشنهاد دهندگان تعیین روزی به نام روز معمار بود- بنا شد تا در روز ۳ اردیبهشت مراسمی برای اعطای جایزه میرمیران برگزار شود. نخستین دوره اعطای این جایزه از سال ۱۳۸۶ برگزار شد. سال ۲۰۰۹ از سوی یونسکو به نام سال بزرگداشت شیخ بهایی نامگذاری شد و از این سال (۱۳۸۸) روز ۳ اردیبهشت به‌طور نیمه رسمی به عنوان روز معماری در ایران پذیرفته‌شده ولی در تقویم رسمی ایران این روز با عنوان روز کارآفرینی درج شده است. در حال حاضر در ایران دو روز معمار متداول بوده، هر ساله در این روز در کنار روز جهانی معماری، مراسم و همایش‌هایی در رابطه با معماری یا بزرگداشت معماران در مجامع فرهنگی و هنری و علمی ایران برگزار می‌شود.

## دلایل وجود روز معمار
دلایل متعددی وجود دارد که ورای وجود روز مهندس ، روز دیگری نیز به عنوان روز معمار وجود داشته باشد :
۱- معماری یک هنر-مهندسی است.
۲- معماری یک میان رشته است.
۳- معماری یک بستر برای هنرهای دیگر است.
۴- معماری با لایه‌های مختلف جامعه و مردم به صورت مستقیم ارتباط دارد.